# Elezioni generali in Paraguay del 2013
Le elezioni generali in Paraguay del 2013 si tennero il 21 aprile per l'elezione del Presidente e il rinnovo del Congresso (Camera dei deputati e Senato).

## Risultati

### Elezioni presidenziali
| Candidati           | Partiti                                           | Voti      | %     |
| ------------------- | ------------------------------------------------- | --------- | ----- |
| Horacio Cartes      | Partito Colorado                                  | 1 104 169 | 48,48 |
| Efraín Alegre       | Alianza Paraguay Alegre (PLRA - PEN - PDP)        | 889 451   | 39,05 |
| Mario Ferreiro      | Avanza País (PRF - PDC - P-MAS)                   | 141 716   | 6,22  |
| Aníbal Carrillo     | Fronte Guasú (PPS - PFA - PPC - PPT - PCPS - PCP) | 79 573    | 3,49  |
| Miguel Carrizosa    | Partito Patria Amata                              | 27 026    | 1,19  |
| Lino Oviedo Sánchez | Unione Nazionale dei Cittadini Etici              | 19 416    | 0,85  |
| Roberto Ferreira    | Partito Umanista Paraguaiano                      | 4 264     | 0,19  |
| Lilian Soto         | Movimento Kuña Pyrenda                            | 3 925     | 0,17  |
| Eduardo Arce        | Partito dei Lavoratori                            | 3 011     | 0,13  |
| Ricardo Almada      | Partito Bianco                                    | 2 767     | 0,12  |
| Atanasio Galeano    | Partito Patria Libera                             | 2 416     | 0,11  |
| Totale              | Totale                                            | 2 277 734 | 100   |

### Elezioni parlamentari

#### Camera
| Liste                                             | Voti      | %     | Seggi |
| ------------------------------------------------- | --------- | ----- | ----- |
| Partito Colorado                                  | 919 625   | 40,99 | 44    |
| Partito Liberale Radicale Autentico               | 656 301   | 29,25 | 27    |
| Unione Nazionale dei Cittadini Etici              | 147 534   | 6,58  | 2     |
| Fronte Guasú (PPS - PFA - PPC - PPT - PCPS - PCP) | 122 440   | 5,46  | 1     |
| Partito Incontro Nazionale                        | 108 662   | 4,84  | 2     |
| Avanza País (PRF - PDC - P-MAS)                   | 84 826    | 3,78  | 2     |
| Partito Patria Amata                              | 63 662    | 2,84  | 1     |
| Partito Democratico Progressista                  | 30 579    | 1,36  | –     |
| Partito della Gioventù                            | 28 543    | 1,27  | –     |
| Alleanza della Passione Chaqueña                  | 15 656    | 0,70  | 1     |
| Movimento Risveglio Cittadino                     | 9 661     | 0,43  | –     |
| Movimento Kuña Pyrenda                            | 8 153     | 0,36  | –     |
| Movimento 30 di Agosto                            | 7 080     | 0,32  | –     |
| Partito Socialdemocratico                         | 7 062     | 0,31  | –     |
| Movimento Indipendente Costituzionalista          | 5 063     | 0,23  | –     |
| Partito Umanista Paraguaiano                      | 4 225     | 0,19  | –     |
| Altri <4.000 voti                                 | 24 649    | 1,10  | –     |
| Totale                                            | 2 243 721 | 100   | 80    |

#### Senato
| Liste                                             | Voti      | %     | Seggi |
| ------------------------------------------------- | --------- | ----- | ----- |
| Partito Colorado                                  | 865 206   | 38,50 | 19    |
| Partito Liberale Radicale Autentico               | 588 054   | 26,17 | 13    |
| Fronte Guasú (PPS - PFA - PPC - PPT - PCPS - PCP) | 238 313   | 10,60 | 5     |
| Partito Democratico Progressista                  | 144 691   | 6,44  | 3     |
| Avanza País (PRF - PDC - P-MAS)                   | 117 056   | 5,21  | 2     |
| Unione Nazionale dei Cittadini Etici              | 90 640    | 4,03  | 2     |
| Partito Incontro Nazionale                        | 78 460    | 3,49  | 1     |
| Partito Patria Amata                              | 45 168    | 2,01  | –     |
| Partito della Gioventù                            | 28 129    | 1,25  | –     |
| Partito Socialdemocratico                         | 7 768     | 0,35  | –     |
| Movimento Indipendente Costituzionalista          | 7 509     | 0,33  | –     |
| Movimento 30 di Agosto                            | 7 460     | 0,33  | –     |
| Movimento Kuña Pyrenda                            | 5 416     | 0,24  | –     |
| Altri <4.000 voti                                 | 23 407    | 1,04  | –     |
| Totale                                            | 2 247 277 | 100   | 45    |